# Samuel Xavier
Samuel Xavier Brito (São Paulo, Brasil; 6 de junio de 1990), conocido solo como Samuel Xavier, es un futbolista brasileño. Juega de lateral derecho y su equipo actual es el Fluminense de la Serie A.

## Trayectoria
Samuel Xavier comenzó su carrera en 2010 en el Paulista por el Campeonato Paulista.
Jugó su primera temporada de  Serie A en 2015 en el Sport Recife.
En febrero de 2021, el lateral firmó en el Fluminense.

## Estadísticas
Actualizado al último partido disputado el 25 de agosto de 2023.
| Club                      | Div.          | Temporada     | Liga  | Liga  | Estatal | Estatal | Copas nacionales | Copas nacionales | Copas internacionales | Copas internacionales | Total | Total |
| Club                      | Div.          | Temporada     | Part. | Goles | Part.   | Goles   | Part.            | Goles            | Part.                 | Goles                 | Part. | Goles |
| ------------------------- | ------------- | ------------- | ----- | ----- | ------- | ------- | ---------------- | ---------------- | --------------------- | --------------------- | ----- | ----- |
| Paulista · Brasil         | Est.          | 2010          | —     | —     | 5       | 1       | —                | —                | —                     | —                     | 5     | 1     |
| Paulista · Brasil         | Est.          | 2011          | —     | —     | 8       | 0       | 2                | 0                | —                     | —                     | 10    | 0     |
| Paulista · Brasil         | Est.          | 2012          | —     | —     | 16      | 0       | 2                | 0                | —                     | —                     | 18    | 0     |
| Paulista · Brasil         | Total club    | Total club    | 0     | 0     | 29      | 1       | 4                | 0                | 0                     | 0                     | 33    | 1     |
| São Caetano · Brasil      | 2.ª           | 2012          | 21    | 0     | —       | —       | —                | —                | —                     | —                     | 21    | 0     |
| São Caetano · Brasil      | 2.ª           | 2013          | 23    | 0     | 18      | 0       | 2                | 0                | —                     | —                     | 46    | 0     |
| São Caetano · Brasil      | Total club    | Total club    | 44    | 0     | 18      | 0       | 2                | 0                | 0                     | 0                     | 67    | 0     |
| Ceará · Brasil            | 2.ª           | 2014          | 33    | 1     | 14      | 2       | 5                | 0                | —                     | —                     | 52    | 3     |
| Ceará · Brasil            | 2.ª           | 2015          | —     | —     | 13      | 0       | 2                | 0                | —                     | —                     | 15    | 0     |
| Ceará · Brasil            | 1.ª           | 2018          | 25    | 1     | —       | —       | —                | —                | —                     | —                     | 25    | 1     |
| Ceará · Brasil            | 1.ª           | 2019          | 33    | 0     | 7       | 1       | 4                | 0                | —                     | —                     | 44    | 1     |
| Ceará · Brasil            | 1.ª           | 2020          | 28    | 1     | 7       | 1       | 7                | 0                | —                     | —                     | 42    | 2     |
| Ceará · Brasil            | Total club    | Total club    | 119   | 3     | 41      | 4       | 18               | 0                | 0                     | 0                     | 178   | 7     |
| Sport Recife · Brasil     | 1.ª           | 2015          | 30    | 1     | —       | —       | —                | —                | 1                     | 0                     | 31    | 1     |
| Sport Recife · Brasil     | 1.ª           | 2016          | 35    | 0     | 13      | 0       | —                | —                | 2                     | 0                     | 50    | 0     |
| Sport Recife · Brasil     | 1.ª           | 2017          | 24    | 0     | 8       | 0       | 7                | 1                | 5                     | 0                     | 44    | 1     |
| Sport Recife · Brasil     | Total club    | Total club    | 89    | 1     | 21      | 0       | 7                | 1                | 8                     | 0                     | 125   | 2     |
| Atlético Mineiro · Brasil | 1.ª           | 2018          | 0     | 0     | 4       | 0       | 3                | 0                | 1                     | 0                     | 8     | 0     |
| Atlético Mineiro · Brasil | Total club    | Total club    | 0     | 0     | 4       | 0       | 3                | 0                | 1                     | 0                     | 8     | 0     |
| Fluminense · Brasil       | 1.ª           | 2021          | 30    | 0     | 4       | 0       | 6                | 0                | 5                     | 0                     | 45    | 0     |
| Fluminense · Brasil       | 1.ª           | 2022          | 33    | 2     | 8       | 0       | 8                | 0                | 2                     | 0                     | 51    | 2     |
| Fluminense · Brasil       | 1.ª           | 2023          | 16    | 1     | 12      | 1       | 4                | 0                | 8                     | 2                     | 40    | 4     |
| Fluminense · Brasil       | Total club    | Total club    | 79    | 3     | 24      | 1       | 18               | 0                | 15                    | 2                     | 136   | 6     |
| Total carrera             | Total carrera | Total carrera | 331   | 7     | 137     | 6       | 52               | 1                | 24                    | 2                     | 547   | 16    |

## Palmarés

### Títulos estatales
| Título                      | Club         | País           | Año  |
| --------------------------- | ------------ | -------------- | ---- |
| Copa Paulista               | Paulista     | São Paulo      | 2010 |
| Copa Paulista               | Paulista     | São Paulo      | 2011 |
| Campeonato Cearense         | Ceará        | Ceará          | 2014 |
| Copa de Campeones Cearenses | Ceará        | Ceará          | 2014 |
| Copa do Nordeste            | Ceará        | Ceará          | 2015 |
| Copa do Nordeste            | Ceará        | Ceará          | 2020 |
| Taça Ariano Suassuna        | Sport Recife | Pernambuco     | 2016 |
| Taça Ariano Suassuna        | Sport Recife | Pernambuco     | 2017 |
| Campeonato Pernambucano     | Sport Recife | Pernambuco     | 2017 |
| Campeonato Carioca          | Fluminense   | Río de Janeiro | 2022 |
| Campeonato Carioca          | Fluminense   | Río de Janeiro | 2023 |
| Taça Guanabara              | Fluminense   | Río de Janeiro | 2022 |
| Taça Guanabara              | Fluminense   | Río de Janeiro | 2023 |

### Títulos internacionales
| Título              | Equipo           | País   | Año  |
| ------------------- | ---------------- | ------ | ---- |
| Copa Libertadores   | Fluminense F. C. | Brasil | 2023 |
| Recopa Sudamericana | Fluminense F. C. | Brasil | 2024 |